# تپه مالک‌آباد ۱
تپه مالک آباد ۱ مربوط به دوره اشکانیان - دوره ساسانیان است و در شهرستان اراک، بخش مرکزی، دهستان معصومیه، روستای مالک آباد واقع شده و این اثر در تاریخ ۲۶ اسفند ۱۳۸۷ با شمارهٔ ثبت ۲۶۰۹۹ به‌عنوان یکی از آثار ملی ایران به ثبت رسیده است.